# Intervia
L'intervia ferroviaria è la distanza delle due rotaie più vicine di due binari attigui. 

## Caratteristiche
L'intervia si misura, come tutte le altre grandezze che coinvolgono i binari, tra i lembi interni delle due rotaie più vicine.
Con la sagoma libera europea Gabarit C, il valore minimo è pari a 2,12 m. 
Il valore dell'intervia aumenta con l'aumentare della velocità massima della linea ferroviaria; l'UIC definisce:
- fino a 200 km/h il valore dell'intervia è fissato in 2,565 m
- fino a 300 km/h il valore dell'intervia è fissato in 3,065 m

Per quel che riguarda l'Italia, nelle stazioni ferroviarie in cui siano previste manovre contemporanee nei due binari attigui, l'intervia sale a 3,220 m, lasciando un franco libero di 1,40 m; questo per consentire il passaggio in sicurezza dei lavoratori addetti alle manovre.
L'intervia differisce dall'interasse per il valore dello scartamento.